# Ясель (Західнопоморське воєводство)
Ясель (пол. Jasiel, нім. Jatzel) — село в Польщі, у гміні Грифиці Ґрифицького повіту Західнопоморського воєводства.
Населення — 86 осіб (2011).
У 1975-1998 роках село належало до Щецинського воєводства.

## Демографія
Демографічна структура станом на 31 березня 2011 року:
|          | Загалом | Допрацездатний вік | Працездатний вік | Постпрацездатний вік |
| -------- | ------- | ------------------ | ---------------- | -------------------- |
| Чоловіки | 43      | 7                  | 33               | 3                    |
| Жінки    | 43      | 7                  | 21               | 15                   |
| Разом    | 86      | 14                 | 54               | 18                   |